# エルムの街
エルムの街（エルムのまち）は、青森県五所川原市にあるショッピングセンター。核店舗はロピア五所川原店。
開業時より核店舗はイトーヨーカドー五所川原店であったが、2024年3月31日をもって撤退した。（詳細は後述）

## 歴史
1992年（平成4年）、五所川原市に隣接していた柏村（現：つがる市）にイオン柏ショッピングセンター（現：イオンモールつがる柏）が出店し、市内の商業環境は大きく変化した。市外への流出に危機感を抱いた地場百貨店中三の会長（当時）中村伸太郎はイオン出店を機に勉強会の開催を決意、五所川原店の会長室に地元商業者を集めて町の将来を考えるという取り組みに着手した。
その結果、従来は競合意識から交流が少なかった商店主らをまとめ上げるに至り、大局的な見地から消費が市外の大型店へ流出するのを避けたいという意識が芽生えた地元の商店主、これに五所川原市などが出資したことで第三セクターの五所川原街づくり株式会社を設立するに至った。核テナントとして総合スーパー業のイトーヨーカ堂を迎え、エルムは開業時点で津軽地方における最大規模の商業施設となった。
なお、店名の「エルム」とは、五所川原市の市木「ハルニレ」の英語名である。
2018年（平成30年）7月20日にリニューアルオープンし、2階のくまざわ書店の跡地にフードコートが新設された。フードコートには県内初出店となるいきなり!ステーキが入居するなどしている。また、2023年（令和5年）5月にはサイゼリヤが県内初出店となった。

### イトーヨーカドー五所川原店の撤退
2023年3月、イトーヨーカ堂は経営合理化のため国内店舗を2割超削減し、首都圏に集約する方針を示した。そして同年9月12日に2024年3月31日をもって五所川原店を撤退するとの発表があり、27年の歴史に幕を下ろすことになった。当初の発表通り、3月31日をもって五所川原店は閉店した。
後継テナントとしては、OICグループのロピアが出店することになり、当初の発表の通り同年8月9日に「ロピア 五所川原店」として開業した。東北地方では仙台ヨドバシ店（宮城県仙台市）に続く出店で、北東北では初。売り場面積は2800平方メートル。店内を商店街と位置付け、精肉、青果、鮮魚、総菜、食品の5部門を独立した店のように扱い、店名もそれぞれに設定している。オープン初日は500人以上の列ができた。

### 西北五地方の商業事情の変化
イトーヨーカ堂は1976年に弘前店を出店し青森県内に進出、1980年には八戸市に出店するなど2000年代にかけて北海道、東北はもとより国内の未出店地区に店舗網を拡大していた。八戸市に進出した3年後の1983年2月、柏原町の中心市街地で百貨店を運営していた合資会社マルキ飛島と業務提携を結び、地場百貨店の経営に参画することで西北五地方に進出を果たした。
マルキ飛島は1875年（明治8年）創業の老舗、高度成長期の1968年に百貨店業に転換、西北五地方を代表する三大百貨店の一つに数えられた。
業務提携から5年後の1989年7月20日、百貨店としてのマルキ飛島（マルキトビシマ）は営業を終える事となった。
翌21日、総合スーパー業態のイトーヨーカドーマルキに業態転換、意匠はイトーヨーカ堂に準じたものとなり直営店が市内に進出する直前の1997年11月3日まで営業を続けた。
なお、IYグループ時代にイトーヨーカ堂が百貨店の経営に関わった事例は札幌松坂屋（ヨークマツザカヤ、後のロビンソン百貨店）、丸大（後のイトーヨーカドー丸大）、大森京成百貨店（オーモリ京成、後のイトーヨーカドー大森店）と複数存在するが、このうち提携先の百貨店が総合スーパー業態に転換したのは丸大とマルキ飛島の2社のみとなっている。
イトーヨーカドーマルキ店が閉店したことにより市街地の商業施設は「中三」のみとなり、集客力が衰えて売上が激減、中三は2006年（平成18年）1月22日に創業の地から撤退するに至った。
エルムの街は西北五地方における大型ショッピングモールの先駆けとなったが、同時に中心市街地の賑わいに壊滅的な打撃を与える事となった。

## 沿革
- 1997年（平成9年）11月20日：第三セクター方式で開業[18]。
- 2018年（平成30年）
  - イトーヨーカドーが2階から撤退、1階の食品売場（フードマーケット）をフードマルシェに改装。
  - 7月20日：ELMリニューアル、フードコートを新設[5]。
- 2024年（令和6年）
  - 3月31日：イトーヨーカドーが撤退[19][20][21]。
  - 8月9日：食品売場の後継店舗として「ロピア 五所川原店」が開業[15]。

## フロアとテナント

### フロア概要
約140の専門店、8つの周辺関連施設で構成される。
| 階  | フロア概要                                                              |
| --- | ----------------------------------------------------------------------- |
| 2階 | 専門店街・フードコート・ELMホール                                       |
| 1階 | ロピア五所川原店、インフォメーション、ELM新鮮市場・専門店、レストラン街 |

### 主なテナント

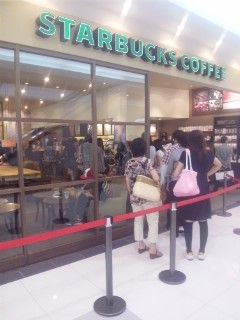
青森県初出店のスターバックス（2010年9月）

1階
- ロピア（食料品）
- 無印良品（生活雑貨）
- くまざわ書店（書籍・文具）
- スーパードラッグアサヒ（薬・化粧・食品）
- チャンスセンター（宝くじ）

2階
- GU/ジーユー（ファミリー）
- WEGO/ウィゴー（メンズ・レディス）
- ムラサキスポーツ（スポーツ用品）
- ABCマート（靴）
- ニトリ（インテリア・寝具）
- namco/ナムコ（アミューズメント）

※テナント情報は2024年8月時点

#### 津軽ラーメン街道
北東北アミューズメント事業を展開するナムコがプロデュースするフードテーマパークとして出店。フードコート形式の区画にラーメン店が複数出店、当初の計画では昔ながらの素朴な店舗、各地で人気の店舗が入れ替わりで出店する形態だった。
2018年7月以降は2階に新設されたフードコートに吸収され、その一角に出店する事となった。

#### ELM新鮮市場
青森県内で獲れた新鮮な海産物や、乾物、惣菜などを取り扱う。駅前市場のような、小さな商店が集まった形になっている。

### 周辺関連テナント
エルムの集客力の高さから、周辺では商業施設の集積が加速している。
- 青森県 五所川原警察署 エルムの街交番
- ヤマダ電機 テックランド五所川原エルム店[24]
- ユニクロ 五所川原エルムの街店[24]
- サンデー 五所川原店[24]
- 青森みちのく銀行 エルムの街支店[24]
- スーパースポーツ･ゼビオ エルム店[24]
- ザ・ダイソー五所川原エルム店
- 天然温泉・スーパー銭湯 エルムの湯[25]
- パークイン五所川原エルムシティ[26]

## 閉店した大型テナント
- イトーヨーカドー 五所川原店
- スーパーセンタープライス[要出典]
  - 青森・秋田県内で店舗を展開していた地場の家具専門店「キノシタ」（本社・青森市）が運営していたが、2006年5月31日の事業停止に伴い閉鎖（後に破産申請）した。テナント跡には「ゼビオ」と｢ニトリ｣および書店から移転した｢ザ・ダイソー｣[注 1]が入居している。[要出典]

## アクセス
つがる克雪ドームそば、青森県道156号（エルム通り）沿いに位置している。

### 鉄道
- JR五能線及び津軽鉄道五所川原駅から徒歩約20分または以下のバスを利用

### バス
- 弘南バス：五所川原駅より
  - 五所川原市循環バス 「五所川原駅前 - つがる総合病院前 - エルムの街線」で15 - 20分[27]
  - 五所川原 - 弘前線で15分[28]
  - 五所川原 - 七和線で10分[29]

### 自動車
- 津軽自動車道 - 五所川原ICより約3分
- 青森市から国道7号、津軽自動車道経由で約50分
- 弘前市から国道339号経由で約40分